# Tschugger
Tschugger ist eine Fernsehserie von David Constantin und Mats Frey aus den Jahren 2021 bis 2024 und eine Co-Produktion des Schweizer Fernsehens SRF mit Shining Film. Die erste und zweite Staffel entstand in Zusammenarbeit mit Sky Switzerland. Die Krimiparodie spielt im Kanton Wallis.

## Handlung

### Erste Staffel
Im Zentrum der ersten und zweiten Staffel der Serie steht ein Regionalposten der Walliser Kantonspolizei. Der Ich-Erzähler Johannes «Bax» Schmidhalter (der zu Beginn seiner Karriere Bernard Rappaz verhaftet hat) ermittelt auf eigene Faust in einem Fall von illegalem Handel mit Cannabis. Bax spannt den Praktikanten Patrick «Smetterling» aus Zürich für eine verdeckte Ermittlung ein: Er soll undercover mit einer Drohne Cannabis über die Schweizer Grenze schmuggeln. Parallel zu Bax' Cannabis-Ermittlungen entwickelt sich ein Erzählstrang um eine grössere verbrecherische Aktion, als die Drohnen-Aktion auf dem Simplonpass sich mit zwei italienischen bewaffneten Kurierfahrern in ganz anderer Mission kreuzt. Sie werden von Smetterling erschossen. Der Praktikant wird dabei ebenfalls getroffen und schwer verletzt.
Eine weitere Hauptperson ist die Bundespolizistin Annette Brotz. Sie wird auf dem Polizeiposten mit unbekannter Aufgabe vorgestellt und nimmt interne Ermittlungen im Zusammenhang mit einer ausgearteten Betriebsfeier der Polizisten im Pfynwald auf.
In der vierten Folge wird klar, dass jemand vom Polizeiposten mit dem Verbrecher zusammenarbeitet, der die zwei Toten auf dem Simplon verschwinden liess und jetzt hinter deren Transporter und einem Schlüssel her ist. Die Ereignisse lösen sich in der ersten Staffel nicht auf. Zwar findet Juni in der letzten Folge den geheimnisvollen Schlüssel, und die Bundespolizistin hat just beim Packen ihrer Koffer eine Ahnung, dass ihr Auftrag mit der Untersuchung der Betriebsfeier nicht wirklich beendet ist. Aber nicht einmal der mittlerweile suspendierte Bax und sein Kollege Pirmin erkennen die Gefahr, in der der Praktikant im Spital schwebt. Zum Schluss der ersten Staffel fällt im Spital ein Schuss, worauf Pirmin feststellt, dass er seine Waffe nicht mehr hat.

### Zweite Staffel
In der zweiten Staffel wird die Komödie «blutiger, bedrohlicher».
Bax und Pirmin verfolgen den Verbrecher, der Smetterling umbringen wollte, der aber vor ihren Augen seinerseits durch die Hand einer Gruppe Vermummter stirbt, weil er den ominösen Schlüssel nicht hatte beibringen können. Die eintreffende Polizei erfährt dank des Maulwurfs in ihren Reihen jedoch nicht, was Bax und Pirmin gesehen hatten, auch weil Pirmin versehentlich unter Drogen stand und der suspendierte Bax einfach nicht angehört wird. Juni bringt derweil den Schlüssel zur Polizei, weil er herausgefunden hat, dass der Schlüssel «zerstörerisch» sein könne, wie er zu erklären versucht. Er wird aber nicht ernst genommen und ausgelacht.

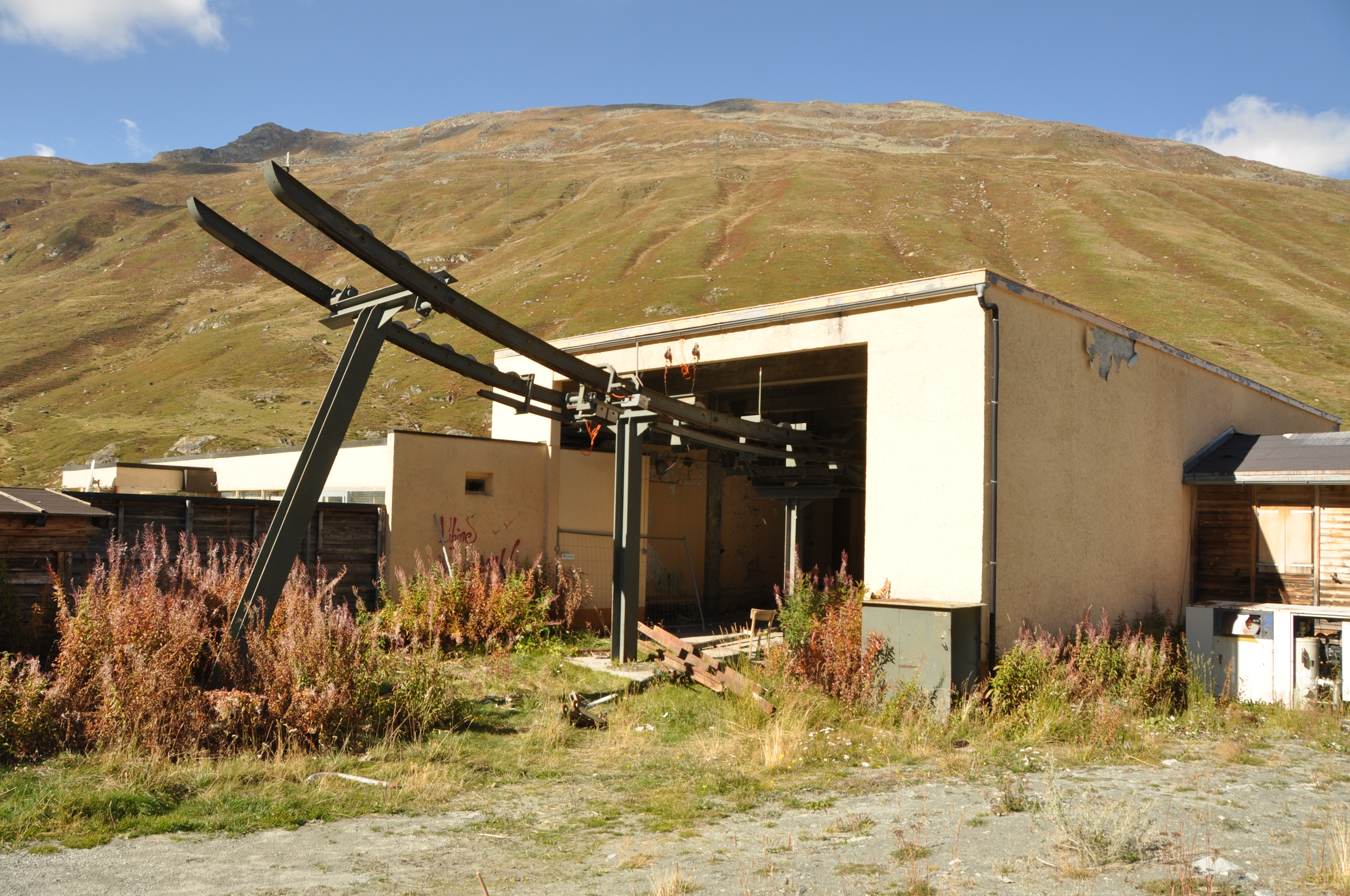
Die verlassene Skistation, in der Valmira nach der Entführung gefangen gehalten wird …

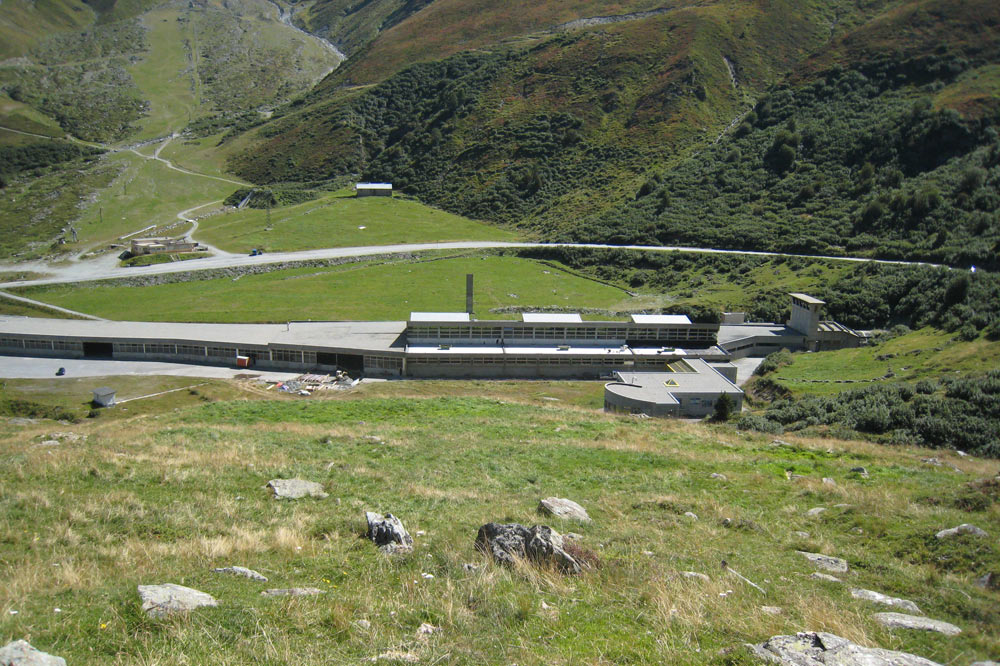
… die in Wahrheit nicht im Oberwallis, sondern beim Eingang des Sankt-Bernhard-Tunnels steht.

Die Polizei versucht Bax festzunehmen. Der taucht mit Smetterling unter, den er aus dem Spital geholt hat. Valmira ist entführt worden, um an den Schlüssel zu kommen. Deshalb bricht Juni in die Asservatenkammer der Polizei ein, um den Schlüssel wieder zu holen. Zur gleichen Zeit wollen Bax und Smetterling elektronisch in die Polizeistation eindringen, um Informationen zu erhalten und verbauen mit ihren starken elektronischen Signalen den geplanten Ausweg Junis aus dem Polizeigebäude.
Inzwischen hat die Bundespolizistin Annette Brotz Pirmin aufgesucht, der wegen der Drogen ebenfalls suspendiert worden war und der von Ermittlungen zunächst nichts wissen will. Die Zwei suchen dennoch den Ort auf, an dem Bax und Pirmin die Vermummten gesehen hatten und beginnen zu erkennen, dass es bei diesem Schlüssel um eine Katastrophe «biblischen Ausmasses» geht. Dem Polizeimaulwurf gelingt es durch einen ersten und zweiten Mord nochmals, verborgen zu bleiben und dank erhaltener Information aus dem Polizeifunk den Schlüssel zu behändigen.
Juni rettet zusammen mit Pirmin, Valmira, Frau Brotz, Bax und Smetterling eine Million Menschen. Da die Schweizer Regierung die abgewendete Katastrophe nicht öffentlich machen will, wird niemand erfahren, welche Heldentat Bax vollbracht hatte.

### Dritte Staffel
Die dritte Staffel löst wie schon die erste Staffel nicht auf, worum es bei den Ereignissen tatsächlich geht.
Bax will in Bern ein anderer Mensch werden und hat als «Eso-Hipster» erstmals in seinem Leben «zu sich selbst gefunden». Auch Pirmin hat die Polizei verlassen und möchte mit Frau Regina und Sohn Benjamin im Wallis in Ruhe leben. Da erreicht Regina ein Telefonanruf von Notar Von Roten, den Regina und Pirmin kurz darauf erhängt vorfinden. Pirmin ermittelt auf eigene Faust, dass Von Roten durchs Fenster ermordet worden ist. Er begibt sich zu Dr. Schmidhalter, bei dem die Leiche liegt, und erfährt nicht nur, dass für Schmidhalter ein Verdacht auf Gift besteht, sondern erhält auch den Schlüssel, der in der Leiche gefunden wird.
Wenig später sieht der Zuschauer, wie auch Annette Brotz durch einen Giftpfeil ermordet wird. Sie war es, die kurz vor dessen Tod von Roten telefonisch um Zusendung der Akte Biffiger gebeten hatte. Da Bax nach deren Tod betrunken in der Wohnung von Annette Brotz angetroffen wird, gilt er als tatverdächtig.
Bax gelingt die Flucht aus dem Polizeigewahrsam. Pirmin, Bax und Valmiras Manager Juni stossen im Pfynwald auf Smetterling. Er ist hier untergetaucht, wird aber immer noch von italienischen Clans gesucht. Bax und sein Team finden heraus, dass der ehemalige Chef der Walliser Polizeistation für den Bundesnachrichtendienst gearbeitet hat und der Schlüssel zu einem Schliessfach im dortigen Tresorraum passen könnte. Bax und Pirmin brechen in den Tresorraum des Bundesnachrichtendienstes ein. Beim Betrachten des Schliessfachinhalts tauchen zwei Polizeimaulwürfe auf, vernichten die Akte und versuchen Bax und Pirmin zu töten, werden aber von Pirmin erschossen. Oberstaatsanwalt Schnydrig verbrennt eine weitere Akte.
Am Schluss haben Bax und Pirmin aus der verbrannten Akte nur erfahren, dass Biffiger einmal 20 Millionen in Gold erhalten hat, nicht aber den Grund dafür.
Eine Vorschau auf die vierte Staffel erwähnt in Form einer Anhörung eine «nukleare Bedrohung», zu der bis am Schluss der dritten Staffel nie ein Hinweis auftaucht. Dementsprechend erklären Pirmin und Bax unter Eid, bis zu diesem Zeitpunkt nichts davon gewusst zu haben.

### Vierte Staffel

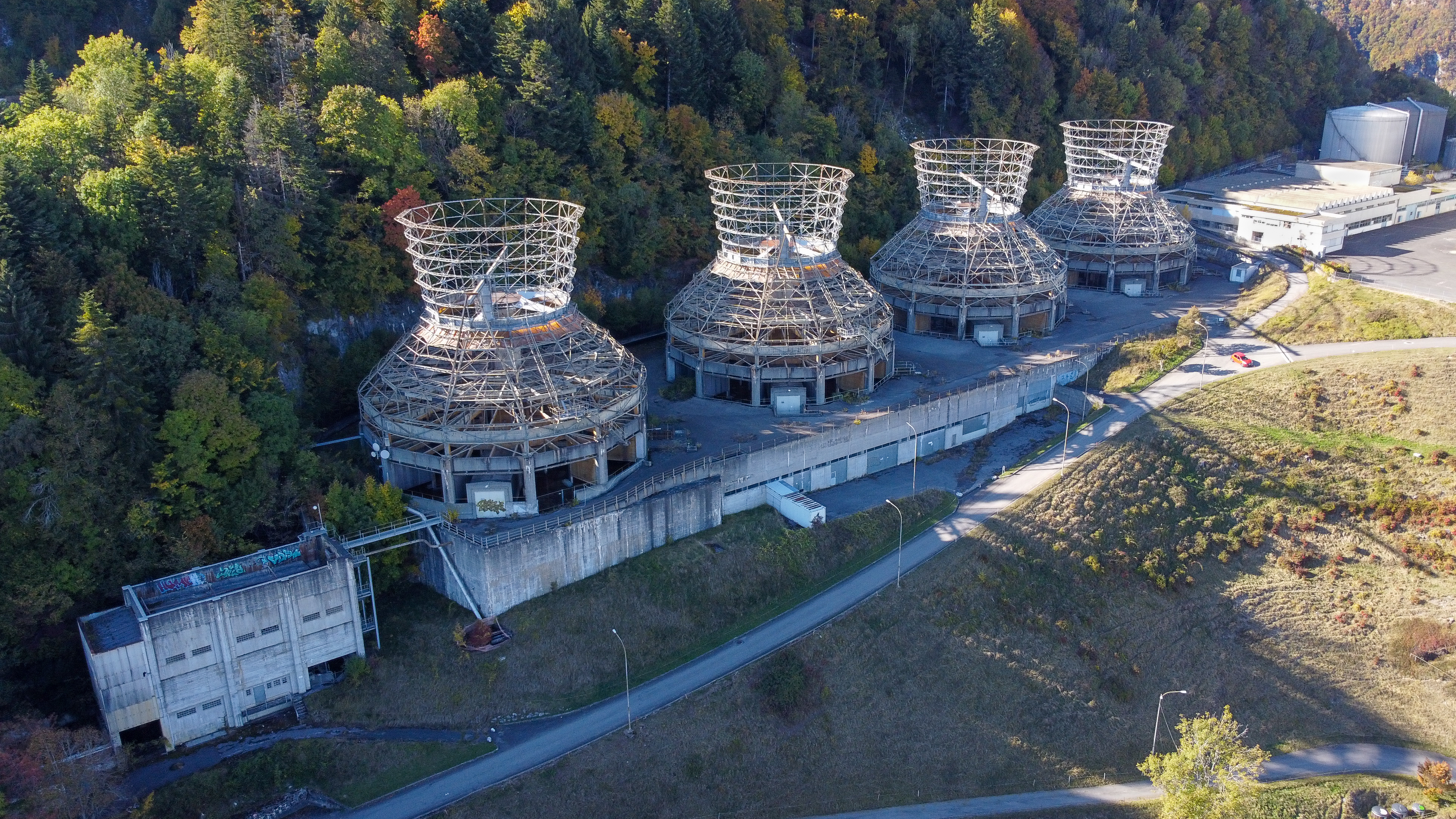
Die Kühltürme des alten Kraftwerks von Chavalon – im Film Raketensilos

Bax und Pirmin sind wieder im Polizeidienst. Bax hat immer noch die Floppy Disk, die er im Tresor des Bundesnachrichtendienstes an sich genommen hat. Das ganze Gold, dem am Schluss der dritten Staffel sein ganzes Interesse gegolten hatte, bekommt er aber nie zu sehen.
Der in Pirmins Haus erschossene Einbrecher aus der Staffel 3, welcher im Auto mit verschiedenen Leuten eine Irrfahrt unternahm, bevor das Auto angezündet wurde, dient in der vierten Staffel dazu, dass alle Akteure misstrauisch gegeneinander arbeiten und sich sogar Pirmin vor Bax verstellen muss. Wieder kommt es, dass Bax und Pirmin von der Polizei gejagt werden. Obwohl Pirmin verdächtigt wird, einen Mord vertuscht zu haben, gelingt es ihm, zusammen mit Bax und Smetterling, bei der Ruine des ehemaligen Ölkraftwerks Chavalon ein Geheimnis zu lüften. Selbst Pirmin geht erst in der allerletzten Folge der Serie ein Licht auf, welche Rolle der Staatsanwalt eigentlich spielte.
Um die Welt in der letzten Sekunde zu retten, muss Polizist Peter für die Herstellung einer Kopie der bei Bax verloren gegangenen Diskette eine seiner geliebten alten klassischen Spiele-Disketten überschreiben, Smetterling meint zu ihm, er bekomme wohl Ace of Aces am ehesten wieder.
Valmira gelingt es, mit Lügen und grossem bei Smetterling verursachtem Sachschaden die US-Rapperin Tizzy-B in die Schweiz zu holen, um mit ihr ein Musikvideo zu drehen, um vermeintlich den Durchbruch zu schaffen. Sie bekommt stattdessen eine Standpauke zum Thema Freundschaft zu hören.

## Produktion
Der Werbefilmer David Constantin präsentierte seine Idee für Tschugger bereits 2017 bei SRF. Dieses lehnte die Serie mit der Begründung ab, dass sie zu nahe an Wilder sei, ebenfalls eine Eigenproduktion des SRF. Constantin produzierte daraufhin zusammen mit der Shining Film AG einen Teaser, der den Humor und die Tonalität besser vermitteln sollte. Der Teaser überzeugte schliesslich nicht nur SRF, sondern auch den Schweizer Ableger des Streaming-Anbieters Sky, der Tschugger als sein erstes Schweizer Original mitproduzierte.
Die Produzentin Sophie Toth von der in Zürich ansässigen Shining Film AG produziert die Serie. Regie führt David Constantin (bekannt durch die Webserien Tschutter, Rocco sowie den Dokumentarfilm Panzerkinder) in Co-Regie mit Leandro Russo und mit der Kamera von Rafael Kistler. Die Drehbücher wurden im Writer’s Room unter der Leitung von David Constantin und Mats Frey (How to Sell Drugs Online (Fast)) und den Autoren Johannes Bachmann, Rafael Kistler, Leandro Russo und Sophie Toth sowie ab Staffel 3 Arnold H. Bucher, Jelena Vujović, Fiona Schreier, Pascal Glatz und Christian Wehrlin entwickelt. Gedreht wurde im Frühling 2021 – hauptsächlich mit Laiendarstellern und ausschliesslich an Walliser Originalschauplätzen, von Martigny bis zum Simplon. Am 20. Oktober 2021, also noch vor Ausstrahlung der ersten Staffel, wurde mit den Dreharbeiten zur zweiten Staffel begonnen.
Die dritte und vierte Staffel wurden zusammen gedreht. Die Dreharbeiten fanden an dreiundsechzig aufeinanderfolgenden Tagen im Frühling 2023 im Wallis sowie in Bern und Zürich statt.

## Rezeption
Timo Posselt schrieb zur ersten Staffel in der SZ: «Der Klamauk in Tschugger ist so konsequent angerichtet, dass es schwerfällt, das typenreiche Personal nicht sofort ins Herz zu schließen. Viele der Nebenrollen sind mit lokalen Laien besetzt. So ist der väterlich-besorgte Polizeikommandant Biffiger (Laurent Chevrier) zum Beispiel ein Steuerberater aus dem Tal und der schläfrige Spital-Security-Mann mit ‹Teaser› [sic!] (Sebastian Werlen) ein Kantonsrat der Sozialdemokraten. In der Schweiz lachte so nicht bloß die halbe TV-Nation über den liebevollen Klischee-Reigen, sondern auch das berüchtigte Tal selbst: Tschugger lief im Bergkanton in Kinosälen voller tränenlachender Walliser.»
In der deutschen TAZ empfahl Jens Müller die erste Staffel: «Man muss sich das also unbedingt im Original anhören, wie der Praktikant, um bei den Drogengangstern einzusteigen, sagt: ‹Ich bin der Pilot.› Die Schweiz ist klein und alles dort eine Nummer kleiner. Der drogenschmuggelnde Praktikant fliegt nicht wie Tom Cruise als ‹Barry Seal› eine Piper Aerostar, sondern eine Drohne.»
David Constantin erhielt 2021 für die erste Staffel die Humorschaufel beim 30. Arosa Humor-Festival.
Der auch auf öffentlichen Grossbildschirmen zu sehende Trailer zur zweiten Staffel wurde als brutal empfunden. In der NZZ wurde vermerkt, dass bei aller Persiflage die Figuren nicht zu Karikaturen verzerrt würden, womit sie einem ans Herz wachsen würden. Die Kritik erwähnt auch die «wundersame Nostalgie», welche durch alle Requisiten erzeugt würde. Watson schrieb, die zweite Staffel strotze vor «Übermut und Slapstick».
Pascal Blum wies im Tages-Anzeiger auf den seiner Ansicht nach besten Running Gag hin, dass «die Männer in dieser Serie immer wieder über ihre Gefühle reden möchten», bloss interessiere sich niemand dafür oder passe dies nicht in die brenzlige Situation.
Die Grundanlage des Films laute laut Magazin des Tages-Anzeigers «Ständig geht alles schief, unglaubliche Zufälle reihen sich aneinander» und der Held sei ein Antiheld. Aber Tschugger als Komödie zu beschreiben, werde der Serie nicht gerecht, denn anders als in Filmen aus der Schweiz (oder auch aus Deutschland) sieht hier alles nicht genau so aus, wie es auch in Wirklichkeit aussehe, sondern wie in Serien aus Hollywood entrückt, überhöht.

## Veröffentlichung

### Staffel 1
| Nr. (ges.) | Nr. (St.) | Originaltitel | Erstausstrahlung CH | Schnitt                            |
| ---------- | --------- | ------------- | ------------------- | ---------------------------------- |
| 1          | 1         | Smetterling   | 28. Nov. 2021       | Alessandro Biffi                   |
| 2          | 2         | Tomatsossu    | 28. Nov. 2021       | Benjamin Fueter                    |
| 3          | 3         | Rossgagla     | 28. Nov. 2021       | Sophie Blöchlinger                 |
| 4          | 4         | Forällu       | 28. Nov. 2021       | Sophie Blöchlinger, Kirstin Reppas |
| 5          | 5         | Nahtag        | 28. Nov. 2021       | Alessandro Biffi                   |

### Staffel 2
| Nr. (ges.) | Nr. (St.) | Originaltitel  | Erstausstrahlung CH | Schnitt            |
| ---------- | --------- | -------------- | ------------------- | ------------------ |
| 6          | 1         | Drogä          | 15. Sep. 2022       | Alessandro Biffi   |
| 7          | 2         | La Bomba       | 15. Sep. 2022       | Sophie Blöchlinger |
| 8          | 3         | Schwimmflügeli | 15. Sep. 2022       | Sophie Blöchlinger |
| 9          | 4         | Mülwurf        | 15. Sep. 2022       | Alessandro Biffi   |
| 10         | 5         | Pentagon       | 15. Sep. 2022       | Alessandro Biffi   |

### Staffel 3
| Nr. (ges.) | Nr. (St.) | Originaltitel | Erstausstrahlung CH | Schnitt               |
| ---------- | --------- | ------------- | ------------------- | --------------------- |
| 11         | 1         | Tabula Rasa   | 19. Nov. 2023       | Claudio Cea           |
| 12         | 2         | Toxisch       | 19. Nov. 2023       | Lars Wicki            |
| 13         | 3         | Bill Geits    | 19. Nov. 2023       | Alessandro Biffi      |
| 14         | 4         | Prepperling   | 19. Nov. 2023       | Riccarda Schwarz      |
| 15         | 5         | Papatag       | 19. Nov. 2023       | Dennis Gnoni Visconti |

### Staffel 4
| Nr. (ges.) | Nr. (St.) | Originaltitel | Erstausstrahlung CH |
| ---------- | --------- | ------------- | ------------------- |
| 16         | 1         | Snäbi         | 17. Nov. 2024       |
| 17         | 2         | Wuff          | 17. Nov. 2024       |
| 18         | 3         | Bananatime    | 17. Nov. 2024       |
| 19         | 4         | Prinzessin    | 17. Nov. 2024       |
| 20         | 5         | Beverly Hills | 17. Nov. 2024       |

Die erste Staffel von Tschugger wurde ab 28. November 2021 von SRF ausgestrahlt und war zeitgleich auf den Streaming-Diensten Sky Show und Play Suisse verfügbar. Sky vermarktet die Serie auch international. In Deutschland und Österreich ist Tschugger am 12. Mai 2022 gestartet. Bei der Schweizer Fassung wurden die im Walliser Dialekt gesprochenen Dialoge deutsch untertitelt. Für die deutsche Fassung synchronisierten sich alle Darsteller selbst, um den Charme des Walliser Akzents zu erhalten. Sky plant zudem, die Serie auch in einer englischen Synchronfassung in Grossbritannien zu veröffentlichen.
Die zweite Staffel von Tschugger startete am 15. September 2022 exklusiv auf Sky Show. Vom 18. bis 21. Dezember 2022 wurde die Serie auch im linearen Fernsehen bei SRF ausgestrahlt, gleichzeitig bei Play Suisse aufgeschaltet.
Die dritte Staffel wurde vom 19. November bis 3. Dezember 2023 auf SRF ausgestrahlt. Auf Play Suisse waren alle Folgen ab 19. November 2023 abrufbar.
Die vierte Staffel wurde zunächst als Kinofilm veröffentlicht, wobei alle fünf Episoden zu einem Film in Spielfilmlänge zusammengeschnitten sind. Die Premiere fand am 4. Oktober 2024 am Zurich Film Festival statt, ab dem 10. Oktober 2024 war der Film in den Deutschschweizer Kinos zu sehen. Am 17. November 2024 wurden alle fünf Episoden der vierten Staffel im Streamingdienst Play SRF zur Verfügung gestellt. Ab dem 24. November wird die Staffel auf SRF 1 ausgestrahlt. Weitere Staffeln sind nicht geplant.